# Amanda Sthers
Pour les articles homonymes, voir Queffélec et Maruani.
Amanda Queffélec-Maruani dite Amanda Sthers, née le 18 avril 1978 à Paris, est une écrivaine et scénariste française vivant à Paris et à Los Angeles. Auteure de romans, scénarios, chansons, pièces de théâtre, et de la série Caméra Café, elle est également réalisatrice.

## Biographie
Elle a pour cousins l'écrivain Yann Queffélec et la pianiste classique Anne Queffélec. Le père d'Amanda, Guy Maruani, est psychiatre et auteur, frère de Margaret Maruani. Elle est l'aînée d'une famille recomposée de huit enfants . Dans Ma place sur la photo, son premier livre, elle parle de son enfance et elle décrit son expérience américaine  durant son adolescence dans son ouvrage Les Érections américaines.
Elle étudie à l’École internationale bilingue, au lycée Carnot de Paris puis au lycée Pasteur de Neuilly-sur-Seine. Elle a un frère, Briag Maruani, musicien membre du groupe The Downtown Lights, et journaliste pour Rock & Folk, et une sœur, la chanteuse Orianne.
À quinze ans, elle envoie son premier roman à l'éditeur Jean-Marc Roberts qui le refuse et l'encourage dans cette voie (il deviendra par la suite son éditeur). Bachelière à seize ans, elle s'inscrit en lettres modernes à la Sorbonne tout en faisant de la télé sur TFJ où elle crée l'émission Histoires d'en parler. Elle y recueille les témoignages de rescapés des camps de concentration. Sa maîtrise de lettres modernes obtenue, elle écrit les soixante premiers épisodes de la série télévisée Caméra Café.
Le  27 août 2014, elle rejoint pour la première fois la nouvelle équipe de Laurent Ruquier dans Les Grosses Têtes sur RTL.

## Biographie en détail

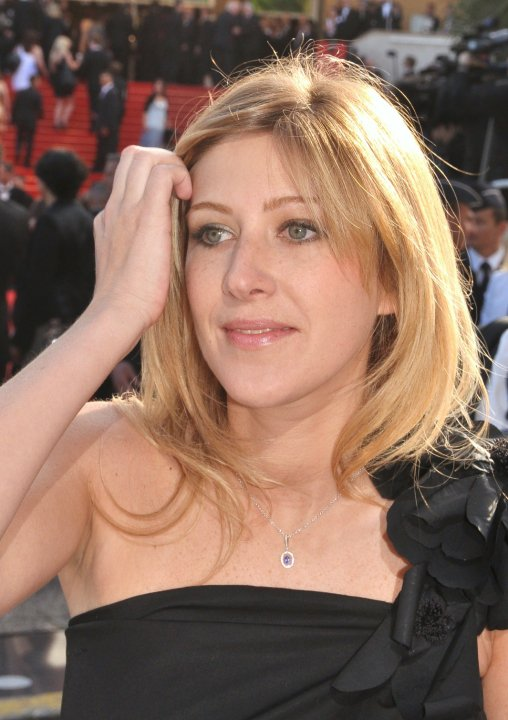
Amanda Sthers au festival de Cannes 2010.

Son premier roman, Ma place sur la photo, sort en 2004.
En 2005, elle publie un deuxième roman, Chicken Street, traduit dans plus de quinze pays et élu meilleur livre de l'année en Italie par le journal La Repubblica.
C'est en 2006, avec la pièce de théâtre Le Vieux Juif blonde, qu'Amanda Sthers se fait vraiment connaître à l'international. Cette pièce de théâtre est mise en scène par Jacques Weber et interprétée par Mélanie Thierry. La pièce est ensuite rejouée au théâtre Édouard VII par Fanny Valette. Le Vieux Juif blonde est étudié à Harvard (entré au programme en 2008) et la pièce est jouée sur les scènes du monde entier.
Parallèlement, Amanda Sthers continue d'écrire et se diversifie dans les livres pour enfants avec la parution de Le Chat bleu, l'Alouette et le Canard timide en 2006, mais aussi en créant la série des P'tits Légumes en 2007. 2007 est aussi l'année de la sortie de son troisième roman, Madeleine (plus de 100 000 exemplaires vendus), et d'une nouvelle pièce de théâtre, Thalasso, mettant en scène Gérard Darmon et Thierry Frémont au théâtre Hébertot. La pièce est en cours d'adaptation[Quand ?] pour le cinéma.
Au-delà de ses activités d'auteur, Amanda Sthers a aussi participé à l'élaboration de l'album intimiste de son mari Patrick Bruel (Des souvenirs devant, 2006), pour qui elle a écrit deux chansons : Lettre au père Noël et Je fais semblant, toutes deux sorties en single. Elle a également écrit des chansons pour Isabelle Boulay.
En 2008, elle publie chez Stock Keith me, roman sur une fausse vie de Keith Richards. Courant 2008, Amanda Sthers réalise son premier film, Je vais te manquer, avec Pierre Arditi et Carole Bouquet. Sorti en salles le 10 juin 2009, il réunit à peine 250 000 spectateurs[réf. nécessaire]. Son roman Les Terres saintes est sorti chez Stock le 5 mai 2010.
En 2012, les éditions Stock publient son septième roman Rompre le charme. Sa nouvelle pièce de théâtre Le Lien est jouée au théâtre des Mathurins, mise en scène par Gérard Gelas, avec Chloé Lambert et Stanislas Merhar depuis août 2012 et a été jouée sur les planches du Théâtre du Chêne Noir durant le festival d'Avignon 2013.
En 2013, elle publie chez Plon Dans mes yeux, la première biographie officielle du chanteur Johnny Hallyday qui lui a raconté sa vie pendant plus d'une année. Johnny Hallyday aurait décidé « de tout dire et de se livrer sans fard, mais à une seule personne : Amanda Sthers ». Dès sa parution, des extraits du livre sont sujets à des polémiques. En 2013, elle publie chez Flammarion, le livre Les Érections américaines, consacré à la tuerie de Newtown, au problème des armes aux États-Unis et à la recherche de la cause des tueries de masse. Elle arrive (p. 13/14) à la constatation et aux questions suivantes : « Je réalise que si les tueries de masse existent dans plusieurs schémas sociétaux, elles sont principalement le lot malheureux des États-Unis. Comment dans une société tournée vers la liberté individuelle, ultra-capitalisée et qui offre tant de choix, en arrive-t-on là ? Est-ce que la tuerie de masse est la version absolue du suicide contemporain ? ».
En 2015, elle publie Les Promesses aux éditions Grasset.
En 2017, son film Madame en langue anglaise, avec Rossy de Palma, Toni Collette et Harvey Keitel ouvre le festival du film de Sydney. Il sort dans plus de quarante pays et reçoit le prix du public au festival de Zurich.
En 2017, elle crée à Los Angeles la société IDEA(L) spécialisée en développement de projets audiovisuels. Un documentaire est en tournage et un long métrage avec Toni Collette est prévu pour le printemps 2021. En 2017, elle écrit une comédie romantique pour TF1, Coup de foudre à Noël portée par Tomer Sisley et Julie de Bona. Le téléfilm réunit 6,4 millions de téléspectateurs (25,3% de PDA) sur TF1 en prime-time lors de sa première diffusion.
En 2018, Amanda Sthers publie chez Plon un ouvrage intitulé L'Infidélité. Le thème de l'infidélité est à l'origine de nombreuses questions, de fantasmes, d'anecdotes. Amanda Sthers a fait des recherches pour retrouver les tromperies qui sont des scandales emblématiques. Elle s'est interrogée en revenant aux racines, aux textes religieux : comment échapper à cette malédiction ? Comment garder l'amour intact ? Et si l'infidélité était née avec l'amour ?
En 2019, son premier ouvrage en langue anglaise Holy Lands est publié par Bloomsbury. Il est adapté et réalisé par elle-même en long métrage avec James Caan, Rosanna Arquette, Jonathan Rhys Meyers, Tom Hollander et Patrick Bruel. Sorti dans douze pays, il reçoit plusieurs prix : mise en scène, photographie et scénario au Festival de Downtown LA, meilleur film, meilleur scénario au Jewish Film Festival d'Atlanta et le prix spécial Lions Palermo dei Vespri au festival Efebo d'Oro.
Le 3 juin 2020, Amanda Sthers publie son onzième roman, Lettre d’Amour sans le dire aux éditions Grasset. Ce roman obtient le Prix Roman France Télévisions en juillet 2020.
En 2021, son quatrième long métrage comme réalisatrice, Les Promesses, adapté de son roman du même nom, avec Jean Reno, Pierfrancesco Favino et Kelly Reilly, ouvre le Festival du film de Rome.
En 2022, la pièce de théâtre Amis est reprise en début d'année en province pour finir le 30 avril au Théâtre de la Michodière. Lettre d'Amour sans le dire sort en livre de poche en avril, tandis que son dernier roman Le Café suspendu, est publié aux éditions Grasset le 4 mai.

## Vie conjugale et familiale
Le 21 septembre 2004, Amanda Sthers épouse le chanteur français Patrick Bruel. Ils officialisent leur divorce en 2007. Le couple a eu deux enfants (Oscar, né en 2003, et Léon, né en 2005).
À partir de 2009, elle est en couple avec le chanteur Sinclair, avec qui elle écrit une comédie musicale pour enfants, tirée du livre pour enfants du même nom. Lili Lampion a été jouée en triomphe plus d'un an au théâtre de Paris.[réf. nécessaire] Ils sont séparés depuis l'été 2012.
Choquée par les attentats du 13 novembre 2015 à Paris, elle s'est expatriée depuis à Los Angeles avec ses enfants.

## Engagement politique
Amanda Sthers est l'une des signataires de la tribune « Français juifs et de gauche » publiée par Libération le 8 février 2012.

## Ouvrages
Romans

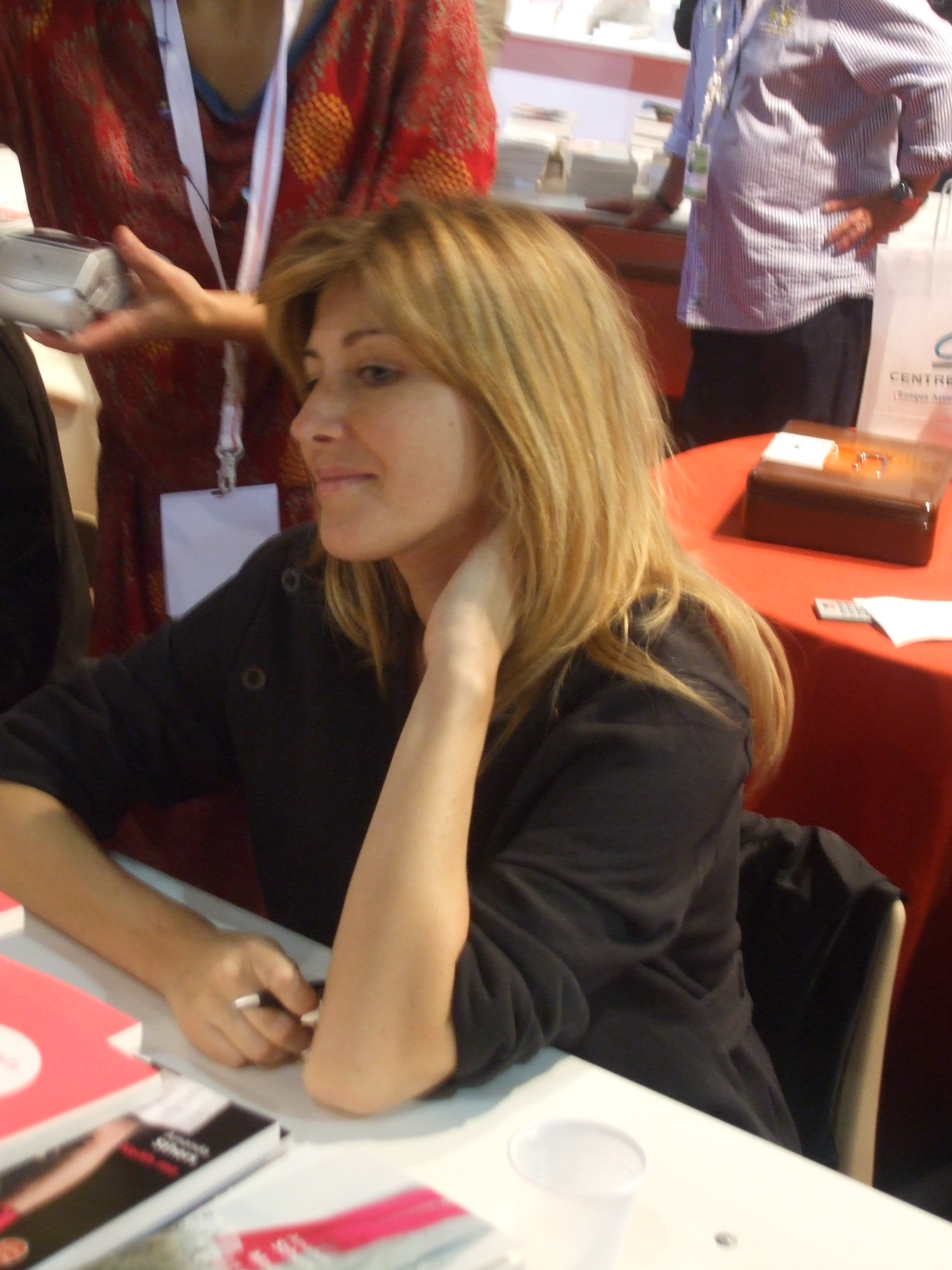
Amanda Sthers à la foire du livre 2010 de Brive-la-Gaillarde.

- 2004 : Ma place sur la photo, Grasset (ISBN 2246659817)
- 2005 : Chicken street, Grasset (ISBN 2246690714)
- 2007 : Madeleine, Stock - Collection bleue  (ISBN 978-2-234-06079-1)
- 2008 : Keith Me, Stock (ISBN 978-2-234-06150-7).
- 2010 : Le Reste de nos vies, Flammarion,  (ISBN 9782081233508).
- 2010 : Les Terres saintes, Stock  (ISBN 9782234064225).
- 2012 : Rompre le charme, Stock
- 2013 : Les Érections américaines, Flammarion
- 2013 : 50 et des nuances, adaptation de la comédie musicale, Palace, Paris
- 2015 : Les Promesses, Grasset
- 2020 : Lettre d’Amour sans le dire, Grasset (prix France Télévisions Roman)
- 2022 : Le Café suspendu, Grasset
- 2022 : Le Bruit des villes, textes Amanda Sthers, illustrations Pauline Lévêque, Herscher
- 2023 : Résistance 2050, écrit avec Aurélie Jean, éditions de l'Observatoire

Théâtre
- 2006 : Le Vieux Juif blonde (ISBN 2246717019), mise en scène Jacques Weber, monologue créé pour Mélanie Thierry
- 2007 : Thalasso, pièce de théâtre, Avant-scène théâtre no 1230 (ISBN 2749810477), mise en scène Stéphan Guérin-Tillié, avec Gérard Darmon, Thierry Frémont, Jean-Philippe Ecoffey, Alexandra London, Ariane Théâtre et Axelle Charvoz
- 2012 : Le Lien, Flammarion (ISBN 9782081233508), avec Chloé Lambert, Stanislas Merhar
- 2013 : Mur, Théâtre de Paris, avec Nicole Calfan et Rufus
- 2015 : Conseil de famille, avec Eva Darlan et Frédéric Bouraly, Théâtre de la Renaissance
- 2020 : Amis, coécrite avec David Foenkinos, mise en scène Kad Merad, avec Kad Merad, Claudia Tagbo, Lionel Abelanski, Théâtre de la Michodière

Jeunesse
- 2006 : Le Chat bleu, l'alouette et le canard timide avec Pierre Cornuel, Grasset Jeunesse,  (ISBN 2246715814)
- 2007 : Les Gums - Cœur d'Oscar Tichaut, livre pour enfants, TF1 Entreprises,  (ISBN 978-2-916780-57-3).
- 2011 : Le Carnet secret de Lili Lampion, album jeunesse illustré par Florent Chavouet, Fernand Nathan.

Préface
- Philippe Grimbert et Claude Miller, Les Secrets d'Un secret, photos de Thierry Valletoux, Paris, Verlhac, 2007  (ISBN 9782916954080) Ouvrage autour de l'adaptation cinématographique de Claude Miller Un secret sorti la même année, d'après le roman du même nom de Philippe Grimbert.

Nouvelle
- 2012 : Le Rire d'Alfred, dans Palaces : récits & nouvelles. Éd. Prisma, p. 10-21 (ISBN 978-2-8104-0300-4)

Divers
- 2010 : Liberace, biographie, Plon (ISBN 978-2259211154).
- 2013 : Le Carnet secret de Timothey Fusée[11], illustrations de Ronan Badel, Nathan
- 2013 : Dans mes yeux avec Johnny Hallyday, Plon (ISBN 978-2259218627)
- 2018 : De l'infidélité, abécédaire, Plon

## Filmographie

### Réalisatrice et scénariste
- 2009 : Je vais te manquer
- 2017 : Madame
- 2019 : Holy Lands
- 2021 : Les Promesses

### Scénariste
- 2005 : Un vrai bonheur, le film de Didier Caron
- 2023 : Mafia Mamma de Catherine Hardwicke (elle n'est pas scénariste, mais auteure de l'idée originale du film)

## Distinctions
Chevalier de l'ordre des Arts et des Lettres. En juillet 2011, elle est nommée au grade de chevalier dans l'ordre des Arts et des Lettres au titre de « Auteur de romans et de pièces de théâtre, scénariste, réalisatrice ».
En 2017, elle est élue « écrivain la plus sexy du monde » par le magazine Vanity Fair.

## Pour approfondir